# Kovács Sebestény Endre (sebész, 1814–1878)
Id. Kovács Sebestény Endre (névváltozat: Kovács Sebestyén Endre) (Garamvezekény, 1814. szeptember 27. – Budapest, 1878. május 17.) orvos, sebész, a Magyar Tudományos Akadémia levelező tagja. Korának legelismertebb sebészei közé tartozott.
Ifj. Kovács Sebestény Endre (1854–1928) politikus, Tolna vármegyei alispán és Kovács Sebestény Aladár (1858–1921) vízépítő mérnök apja, Kovács Sebestény Endre (1861–1915) orvos, sebész nagybátyja. Neve a forrásokban időnként Kovács Sebestyén Endre vagy K. Sebestény Endre alakban is felbukkan.

## Életútja
1826-tól előbb a selmeci gimnáziumban, a Pápai, illetve a Komáromi Református Kollégiumban, majd 1831 és 1835 között a Debreceni Református Kollégiumban végezte középiskoláit. 1835-től 1840-ig a Pesti Tudományegyetemen folytatott orvosi tanulmányokat. 1840–1841-ben a bécsi közkórházban (Allgemeines Krankenhaus) gyakornokoskodott, majd 1841-ben Pesten megszerezte orvosdoktori oklevelét. Ekkor a Pesti Tudományegyetem sebészeti klinikájának tanársegédévé nevezték ki, ahol előbb Piskovich János, majd Balassa János mellett végezte oktató- és gyógyítótevékenységét. Időközben 1843-ban sebészdoktori oklevelét is megszerezte, 1846-ban pedig külföldi tanulmányúton járt, amelynek során párizsi, londoni és berlini egyetemi klinikákat látogatott meg. 1848–1849-ben az egyetem orvosi karának titkári tisztét töltötte be. 1849-től haláláig a Pesti Szent Rókus Polgári Közkórház I. sebészeti osztályának főorvosaként tevékenykedett. 1849. október 22-én Pesten, a Deák téri evangélikus templomban feleségül vette Lumnitzer Julianna Henriette-et.

## Munkássága

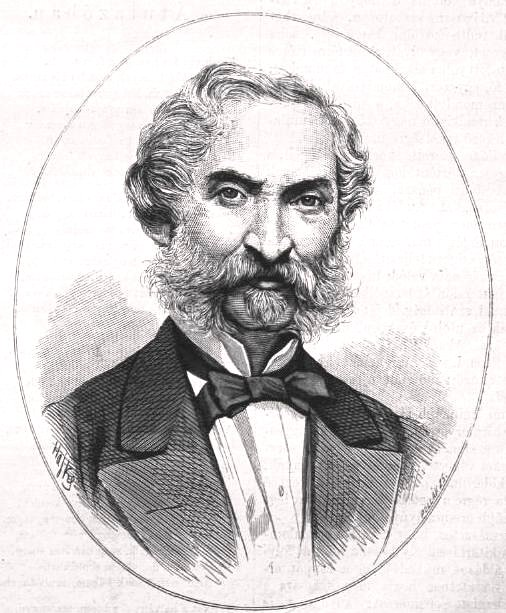
Kovács Sebestény Endre portréja

Elsősorban gyakorlati sebészeti tevékenységével, eredményesen végzett nagyszámú operációjával vívta ki kora elismerését. Jelentősen hozzájárult a sérvműtéti eljárások és orrsebészeti beavatkozások fejlődéséhez, emellett 1847-ben Magyarországon elsőként ő ajánlotta az éter helyett a kloroform alkalmazását a műtéti narkózishoz.
Az 1860-as években Madách Imre, később Deák Ferenc orvosa volt, de kezelte Vörösmarty Mihályt, Arany Jánost, Bajza Józsefet és Jókai Mórt is. A közegészségügy szervezési kérdéseivel és balneológiával is foglalkozott. Akadémiai székfoglalója A víz élettani tekintetben, s különösen a czigelkai gyógyvíz címmel hangzott el 1859-ben.
Halála után, 1879-ben családja alapítványt hozott létre, amelynek kamataiból fiatal orvosok külföldi tanulmányútjaihoz biztosítottak ösztöndíjat.

## Társasági tagságai és elismerései
Munkássága elismeréseként 1858-ban a Magyar Tudományos Akadémia levelező tagjává választották. Már ezt megelőzően is több hazai társaságban töltött be vezető szerepet. 1841–1844-ben a Magyar Természettudományi Társaság másodtitkára, 1844–1851-ben első titkára, 1851-től alelnöke, majd tiszteleti tagja volt. 1850-től a Budapesti Királyi Orvosegyesület másodtitkári, 1858-tól első titkári, 1861-től alelnöki, 1862-től pedig elnöki tisztét töltötte be. Emellett 1851-től alapító tagja volt a Magyarhoni Földtani Társulatnak, s részt vett az Országos Közegészségi Tanács munkájában is, 1867-től alelnökként, 1869-től haláláig pedig elnökként.
Sebészi munkássága elismeréseként 1875-ben címzetes miniszteri tanácsosi címet kapott, egyúttal a Vaskorona-rend birtokosa lett. Deák Ferenc kezelőorvosaként végzett tevékenységéért ismerték el a Szent István-rend kiskeresztjével.

## Főbb művei
- A hebegésről. Értekezik orvos tudorrá létekor. Pest, 1841. Online
- Gyakorlati sebészet: Balassa János tanár kórodai előadásai szerint. Pest, 1846.
- Javaslat az álladalmi közegészség és az orvosi ügy rendezéséről hazánkban. Pest, 1848.
- Emlékbeszéd néhai idősb. dr. Bene Ferencz […] felett. Pest, 1858.

## Emlékezete
- Rózsay József: Emlékbeszéd néhai Dr. Kovács-Sebestyén Endre lev. tag. fölött.

## További irodalom
- Rózsay József: Emlékbeszéd néhai Kovács Sebestény Endre l. tag fölött. Budapest, Magyar Tudományos Akadémia, 1879.
- Kiss László: Kovács Sebestény Endre – az orr-gégészeti sebészet hazai úttörője. in: Orvosi Hetilap CXXX. 1989. 14. sz. 738–740.
- Tarjányi Eszter: Madách Imre három orvosa. in: Palócföld XXVIII. 1994. 1. sz. 55–66.
- V. U.: Kovács Sebestyén Endre. Vasárnapi Újság, 1856. 50. sz.
- Gyászjelentése Archiválva 2017. február 20-i dátummal a Wayback Machine-ben